# VOB
VOB (Video OBject) és el format de contenidor de DVD-Vídeo. VOB pot contenir vídeo digital, àudio digital, subtítols, menús de DVD i la navegació de continguts multiplexs. Els arxius en format VOB poden ser encriptats.

## Format d'arxiu
Els arxius VOB tenen l'extensió .vob i normalment s'emmagatzemen en el directori TS_VIDEO a l'arrel d'un DVD. El format VOB es basa en el format del corrent de programa MPEG, però amb especificacions i limitacions addicionals en els corrents privats. El programa MPEG té provisions per a les dades no estàndards (com en el cas dels arxius VOB) en forma de corrents privats. Els arxius VOB són un subconjunt molt específic de l'estàndard de corrent de programa MPEG. Si bé tots  els arxius VOB són corrents de programa MPEG, no tots els corrents de programa MPEG compleixen amb la definició d'un arxiu VOB.
A diferència del corrent de programa MPEG, un arxiu VOB pot contenir H.262/MPEG-2 Part 2 o MPEG-1 Part 2 vídeo, MPEG-1 Audio Layer II o MPEG-2 Audio Layer II, però l'ús d'aquests formats de compressió en un arxiu VOB té algunes restriccions en comparació al corrent de programa MPEG. A més a més, VOB pot contenir PCM Lineal, AC-3 o DTS àudio i subimatges (subtítols). En canvi, els arxius VOB no poden contenir àudio d'AAC (MPEG-2 Part 7), els formats de compressió MPEG-4 i altres, els quals sí que estan permesos en l'estàndard de corrent de programa de MPEG.

### Arxius  acompanyants
Els arxius VOB poden estar acompanyats amb arxius IFO amb l'extensió .ifo i arxius BUP amb l'extensió .bup.

Els arxius IFO (informació) contenen tota la informació que el reproductor de DVD necessita conèixer sobre el DVD, per tal que l'usuari pugui navegar i moure's pel contingut del DVD correctament, com per exemple, quan comença un capítol, on hi ha un cert àudio o subtítol, etc. Aquesta informació apareix a les funcions de menú i navegació. 
Als arxius VOB s'hi emmagatzemen imatges, vídeo i àudio utilitzats en els menús del DVD.

## Protecció de còpia
Gairebé tots els títols del DVD-Video produïts comercialment utilitzen alguna restricció o mètode de protecció de la còpia, el qual també afecta arxius VOB. Protecció de còpia és utilitzat normalment pel copyrighted del contingut.

Molts títols de DVD-Video són encriptats amb Acontentar Scramble Sistema (CSS). Aquest és un mètode d'autenticació de xifrat de dades i comunicacions dissenyat per evitar la còpia de dades de vídeo i àudio directament dels discs DVD-Vídeo. 

## Playback
Un reproductor genèric de MPEG-2 normalment pot desencriptar arxius VOB, els quals contenen MPEG-1 Audio Layer II audio. Altres formats de compressió d'àudio com el AC-3 o DTS són menys efectius.
MPlayer, VLC, GOM player, Media Player Classic i més altres reproductors específics com ALLPlayer poden reproduir arxius VOB.

## Altres contenidors de DVD
Alguns DVD Recorders usen el format DVD-VR i emmagatzemen continguts audiovisuals muliplexats  en contenidors VRO. Un arxiu VRO és equivalent a una col·lecció d'arxius VOB d'un DVD-Video. A més a més, els arxius VRO poden ser reproduïts directament com un VOB si no es pretén edició. Els arxius VRO fragmentats no són molt compatibles amb els reproductors ni el programari d'edició.
Enhanced VOB (EVO) és també una extensió de VOB, en un principi pel HD DVD video, ara suspès. Pot contenir formats d'àudio i vídeo addicionals com els H.264 i AAC.